# CEE 7/5

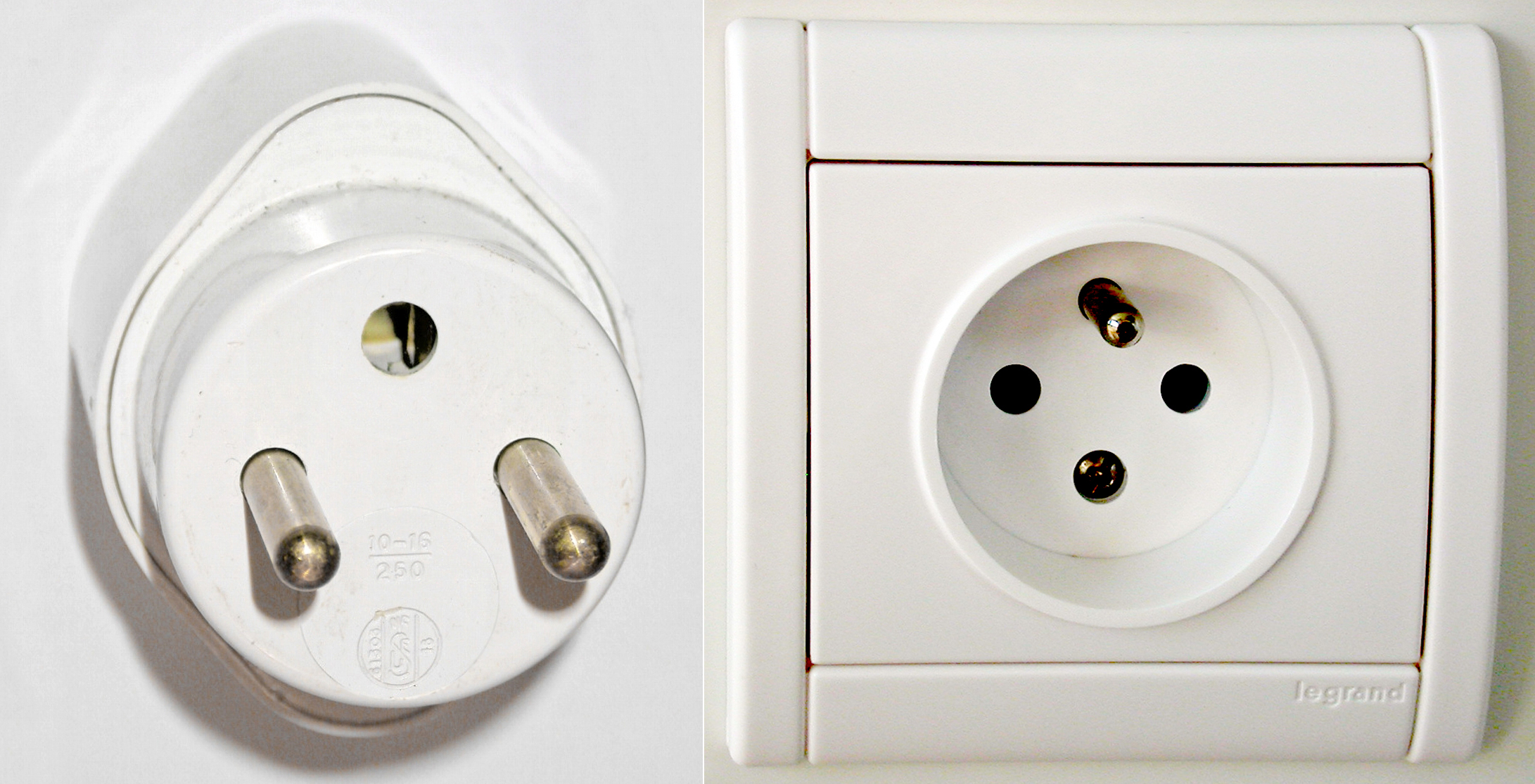
Вилка и розетка типа E

Разъём CEE 7/5 — электрическое соединение, применяемое в основном во Франции и некоторых других странах, которые были колониями Франции. Его называют 2P+T (2 pôles + terre), французская вилка/розетка, или тип E.
У вилки имеются два круглых штыревых контакта для фазы и нейтрали. Они обычно толще контактов Евровилки, хотя можно найти и вариант с более тонкими штырями (4 мм). В центре, с небольшим смещением, находится контактное отверстие, принимающее заземляющий штырь розетки. Благодаря такой конструкции система является поляризованной: если смотреть на розетку так, что выступающий штырь будет наверху, то при правильной разводке фазный контакт должен быть справа, нейтральный слева (хотя иногда эта норма нарушается на практике).

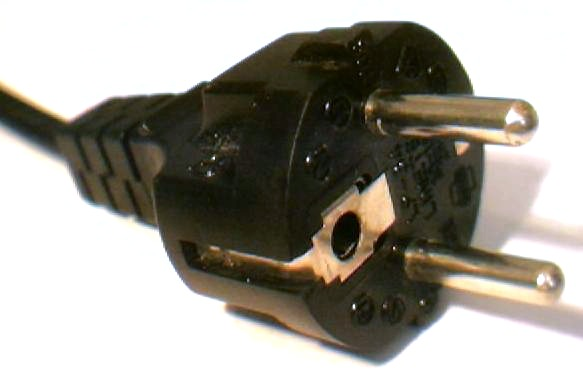
Гибридная вилка CEE-7/7

Оригинальная вилка CEE 7/5 стала редкостью, поскольку её повсеместно заменяет гибридная вилка CEE 7/7. В отличие от вилок CEE 7/5, её можно включать и в розетки Schuko. Поэтому вилки CEE 7/7 применяются по всей Европе.

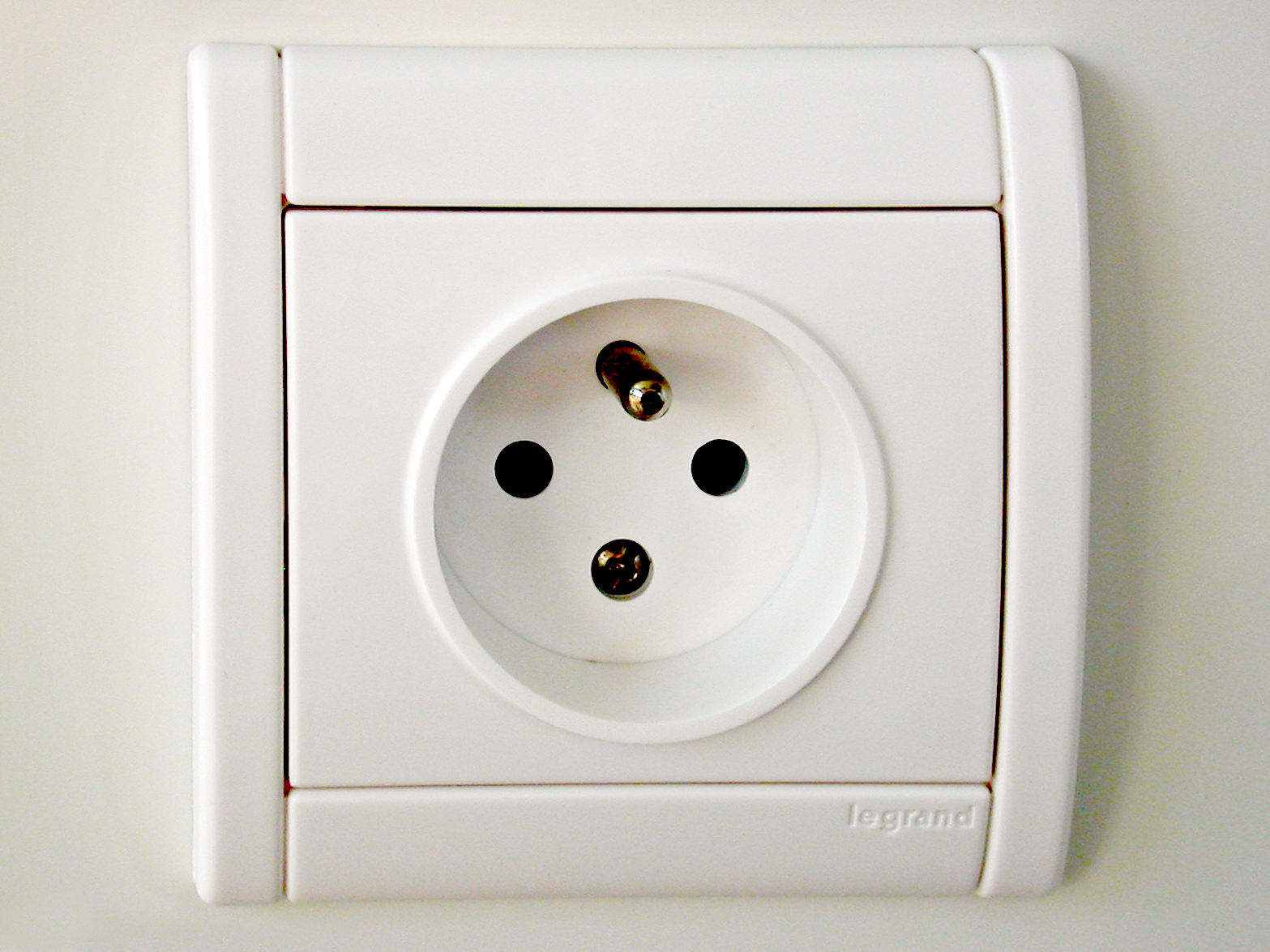
Розетка типа E

## Совместимость
Розетки могут принимать Евровилку и контурную вилку CEE 7/17. Поскольку в странах, применяющих систему Schuko, теперь преобладают вилки CEE-7/7, большинство купленных там электроприборов можно подключать к розеткам типа E.

## Безопасность

### Поляризация
Из-за асимметричного расположения заземляющего контакта система поляризована. При поляризации можно быть уверенным в том, что, например, фазный контакт подсоединён всё время к концевому контакту лампы накаливания, а не к легкодоступному резьбовому корпусу цоколя, или что однополюсный выключатель всё время разрывает фазный провод.
Для вилки CEE-7/7 всё сказанное выше справедливо только когда она применяется с розеткой типа E. В паре с розеткой Schuko вилка CEE-7/7 не поляризована.

### Защита от прикосновения
Розетки имеют защитное углубление или выступ по кругу, так что прикосновение к токоведущим частям, даже при не полностью вставленной вилке, невозможно. Защитный выступ или углубление также препятствует однополюсному подключению вилки, когда один контакт подключён, а второй свободно висит в воздухе.

### Выступающий заземляющий контакт
Заземляющий контакт розетки выполнен выступающим, так что при подключении вилки он устанавливает соединение раньше двух других контактов и при отключении вилки разъединяется позже них.

### Механические свойства
Благодаря большой поверхности основания вилки, защитному углублению или венцу вокруг розетки и стабильному заземляющему контакту, тип E является надёжной системой, хорошо удовлетворяющей механическим требованиям.

### Электрическая нагрузочная способность
Предохранители в вилках не предусмотрены. Защитой от перегрузки является автомат в щитке, дополняемый предохранителями в самих устройствах.

### Защита от детей
Приспособления, предотвращающие введение предметов в розетку, не предусмотрены. Однако, не составляет труда изготавливать розетки со встроенной защитой.

## Совместимость
Поскольку заземляющий контакт является частью розетки, возможно подключать вилки в большинство розеток без защитного заземления. Это в особенности относится к вилкам с 4-мм штырями, которые можно вставить во множество европейских розеток без подключения заземляющего проводника. Хотя подключённое таким способом устройство функционирует, заземляющий провод не задействован, поэтому корпус неисправного прибора может находиться под напряжением.

## Распространённость
- Франция (включая заморские территории)
- Бельгия
- Бенин
- Буркина-Фасо
- Бурунди
- Восточный Тимор
- Гваделупа
- Дания
- Джибути
- Израиль
- Камерун
- Канарские острова
- Коморы
- Конго (Браззавиль)
- Кот-д’Ивуар
- Лаос
- Либерия
- Мадагаскар
- Мали
- Марокко
- Монако
- Монголия
- Нигер
- Польша
- Сенегал
- Сент-Винсент и Гренадины
- Сирия
- Словакия
- Тунис
- Французская Гвиана
- Центральноафриканская республика
- Чад
- Чехия
- Экваториальная Гвинея
- Эфиопия

## Стандарты
- CEE 7/5
- CEE 7/7